# Милунович, Неманья
Неманья Милунович (серб. Немања Милуновић/Nemanja Milunović; род. 31 мая 1989, Чачак, Кралево) — сербский футболист, защитник клуба «Железничар». Выступал за сборную Сербии.

## Клубная карьера
В начале карьеры выступал в родном городе Чачак за «Борац». В сезоне 2008/09 был отдан в аренду в клуб «Младост» (Лучани). Позже состоялся полноценный трансфер в «Младост». В 2013/14 годах Милунович являлся капитаном «Младости» и вместе с командой пробился в Высший дивизион чемпионата Сербии.
В начале 2015 года перешёл в белорусский БАТЭ. Дебютировал в составе БАТЭ в победном матче за Суперкубок Белоруссии, который стал для Милуновича первым трофеем на высшем уровне. В Лиге Чемпионов сезона 2015/16 стал автором гола в ворота леверкузенского «Байера».
В январе 2019 года подписал контракт с «Црвеной звездой». Летом 2021 года на правах свободного агента перешёл в турецкий «Аланьяспор».
В июле 2022 года снова подписал контракт с «Црвеной звездой» с возможностью продления ещё на один год.

## Достижения

### Командные
«Младост» (Лучани)
- Победитель Первой лиги Сербии: 2013/14

БАТЭ
- Обладатель Суперкубка Белоруссии (2): 2015, 2017
- Обладатель Кубка Белоруссии: 2014/15
- Чемпион Белоруссии (4): 2015, 2016, 2017, 2018

«Црвена звезда»
- Чемпион Сербии (3): 2018/19, 2019/20, 2020/21
- Финалист Кубка Сербии: 2018/19